# Пхонгсалі
Пхонгсалі (ໄຊຍະບູລີ) — провінція (кванг) на північі Лаосу. Розташована головним чином між китайською провінцією Юньнань і В'єтнамом. Адміністративний центр — місто Пхонгсалі. Площа провінції становить 16 270 км²; близько 77 % території покривають ліси.
У Пхонгсалі проживають 13 різних етнічних груп, що характеризуються своєю власною мовою і звичаями. Мови національних меншин відносяться до тайської, тибето-бірманської і австроазіатськой мовних сімей.
Основу економіки провінції становить сільське господарство. Активно здійснюється торгівля між провінцією і Китаєм. З Пхонгсалі експортується переважно деревина, а з Китаю імпортуються різні види товарів.

## Населення
| 1995    | 1996    | 2005    | 2013    |
| ------- | ------- | ------- | ------- |
| 154 099 | 153 400 | 167 181 | 174 537 |

## Адміністративний поділ
Провінція розділена на такі райони:
- Буннуа (2-05)
- Бунтай (2-07)
- Кхоа (2-03)
- Май (район) (2-02)
- Гноту (2-06)
- Пхонгсалі (район) (2-01)
- Сампхан (2-04)